# 크리스 소여의 로코모션
《크리스 소여의 로코모션》(Chris Sawyer's Locomotion, 통칭 '로코모션')은 크리스 소여가 제작하고 아타리사에서 판매한 경영 시뮬레이션 게임이다. 게임 전체의 흐름은 크리스 소여가 주장한 대로 마이크로프로즈 사에서 발매한 《트랜스포트 타이쿤》을 잇고 있으며, 시스템 자체는 아타리가 발매한 《롤러코스터 타이쿤 2》의 엔진을 기반으로 한다.
2004년 9월 7일 미국에서 발매되었으며, 같은해 9월 10일 한국어판이 발매되었다.

## 특징
1900년부터 2100년까지 기차, 노면전차, 버스, 트럭, 선박, 비행기 등의 운송 수단을 이용해 승객과 화물을 운송한다는 내용이다. 각 운송수단은 실제 차량에 기반하여 구현된 가상차량이며, 사용자가 직접 제작한 차량이나 건물 등을 추가할 수 있다. 총 40개의 시나리오가 있으며 시나리오 에디터에서는 자신이 원하는 지역을 작성해서 추가할 수 있다.
성과 지수는 낮은 순서부터 선로공 (0~9), 엔지니어 (10~19), (20~29), (30~39), 노선 관리인 (40~49), 이사 (50~59), (60~69), 회장 (70~79), 사장 (80~89), 거물 (90~100)으로 나뉜다.

## 단점
역 크기가 80타일로 제한되어있다.
맵이 비슷한 장르의 게임에 비해서 좁다.
마을 수가 80개로 제한되어 있다.
동시에 선택가능한 오브젝트 수가 제한되어있다.